# Veresa Toma
Ratu Veresa Toma (* 26. August 1981) ist ein ehemaliger fidschianischer Fußballspieler auf der Position eines Stürmers.

## Karriere

### Verein
Tina startete seine Karriere mit Lautoka General. Es folgte 2000 seine erste Seniorenstation in der höchsten fidschianischen Spielklasse bei Nadroga FC. Es folgte 2002 seine erste Auslandsstation in der S-League für Gombak United. Nach einem Jahr für Gombak, kehrte er den Verein den Rücken und kehrte nach Fidschi zurück, wo er bei Olympian Team unterschrieb. Bei dem Verein aus dem Ba Distrikt in der Western Division spielte er bis November 2002 und wurde zum Spieler des Jahres 2003 der Fiji Football Association gewählt. Dies brachte im Januar 2004 einen Vertrag in Australien, bei den Bentleigh Greens. Nach einem halben Jahr für Bentleigh verließ er bereits wieder Australien und kehrte auf die Fidschis zurück, wo er beim Nadi FC anheuerte. Es folgten drei Jahre bei Nadi und kehrte zu Beginn des Jahres 2007 nach Australien zurück, wo er nun bei den Oakleigh Cannons sein Glück versuchen sollte. In der Victorian Premier League wurde er zum Leistungsträger seines Teams und bekam im Frühjahr 2008 einen Vertrag beim Meister aus Papua-Neuguinea, dem PRK Hekari United. Bei Hekari United kam er jedoch nicht richtig zum Zug und kehrte Ende des Jahres 2008 auf die Fidschis zurück. Dort spielte er beim Navua FC, blieb jedoch wiederum nur ein halbes Jahr und wechselte im Sommer 2009 zum Ligarivalen Rewa FC. Dort fand er zu alter Leistung zurück und wurde Leistungsträger. Er spielte zweieinhalb Jahre für Rewa, bevor er im März 2013, gemeinsam mit seinem Bruder Viliame Dawai bei Nadi FC unterschrieb.

### Nationalmannschaft
Toma spielte jahrelang gemeinsam mit seinem Bruder Viliame Toma in der fidschianischen Nationalmannschaft.
Beim OFC-Nationen-Pokal 2004, der gleichzeitig das Qualifikationsturnier zur Fußball-Weltmeisterschaft 2006 war, wurde Toma mit sieben Toren Torschützenkönig. Seine Mannschaft, die den vierten Platz belegte, konnte sich nicht für die Endrunde der Weltmeisterschaft qualifizieren.